# Antidote
 Denne artikel omhandler musiknummeret Antidote. Opslagsordet har også en anden betydning, se Modgift.
"Antidote" er en sang skrevet og udgivet af det danske elektro-rock-band Dúné. Singlen udkom 17. november 2014, og er en del af bandets samarbejde med modefirmaet Minimum. Singlen udkom på pladeselskaberne A:larm Music og Universal Music og markerer dermed bandets første udgivelse, der ikke udkom på Iceberg Records/New Gang of Robot's Rec.

## Historie
Under Dúnés store udendørsturné i sommeren 2014, blev det i juli afsløret at bandet og det danske modefirma Minimum havde indgået et samarbejde om en ny tøjkollektion i bandets navn. Tøjet blev første gang vist frem den 8.-10. juli ved Bread & Butter i Berlin, hvor Dúné samtidig spillede en stor udendørskoncert.
Dúné udgav den 17. november 2014 "Antidote" i mens bandet var på efterårsturné i Tyskland, Luxembourg og Østrig, hvor de spillede fire udsolgte koncerter som hovednavn i Køln, Wien, Berlin og Hamborg, samt en række arenakoncerter med den tyske rockgruppe Jennifer Rostock. Ved disse koncerter spillede Dúné for første gang nummeret foran et publikum, og den 27. november fik også det danske publikum mulighed for at høre nummeret live, da bandet og Minimum afholdte releasefest for musikken og tøjkollektionen. Forsanger Matt Kolstrup udtalte i den forbindelse at det var nødvendigt at bands til stadighed søgte at udvikle deres brands, da man ikke som i 1990'erne kunne regne med at tjene mange penge på sine musikudgivelser.
Sangen udkom udelukkende digitalt i en version på 3.42 minutter.

## Kortfilm
En kortfilm med "Antidote" som afslutningsnummer blev udgivet samme dag som singlen, og er en blandet kampagnefilm for Minimum tøjkollektionen, samt den tjener som en minimusikvideo for selve nummeret.
Optagelserne fandt sted på Nørrebro i København på en af de sidste dage i juli 2014. Instruktør og manuskriptforfatter Jeppe Kolstrup havde fundet nogle pakistanske festlokaler som location, hvor flere af de fast tilknyttede personer også fungerede som statister i videoen.
Musik- og kampagnevideoen havde i første version en længde på tre minutter.

## Produktion
Bandet indspillede i sommeren 2014 nummeret i "The Dog House" i København. Trommerne blev indspillet selvstændigt i Durango Recording i Stockholm af trommeslager Andreas Dahlbäck. Producer Thomas Stengaard fik i samarbejde med Stefan N. Sundström skruet den sidste lyd sammen inden udgivelsen i november 2014.

### Personel

#### Musikere
- Matt Kolstrup: sang
- Ole Bjórn: Synthesizers, samples, programmering, beat, koklokke, guitar & backing vokal
- Piotrek Wasilewski: bas og backing vokal
- Thomas Stengaard: keyboard, programming, samples, beat, guitar og backing vokal
- Andreas Dahlbäck: trommer

#### Produktion
- Producer: Thomas Stengaard
- Co-producer: Stefan N. Sundström
- Co-engineered: Ole Bjórn
- Mixer: Mads Nilsson, White Room, København
- Mastering: Holger Lagerfeldt
- Komponist: Dúné, Thomas Stengaard, Engelina Andrina Larsen
- Tekst/forfatter: Dúné, Thomas Stengaard, Engelina Andrina Larsen